# Бушуев, Андрей Николаевич

Мемориальная доска Бушуеву Андрею Николаевичу.

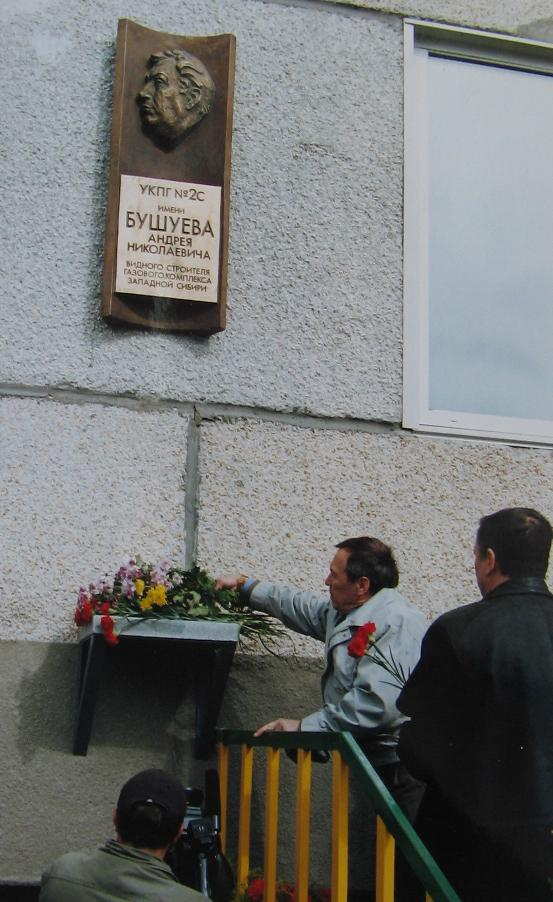
Церемония открытия мемориальной доски А. Н. Бушуеву 09.08.2004.

Памятник Бушуеву Андрею Николаевичу.

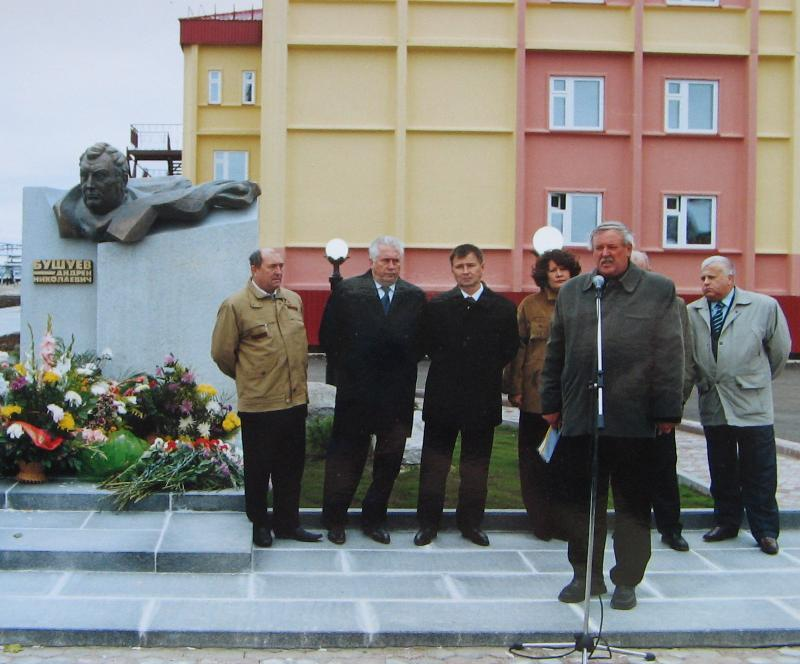
Церемония открытия памятника А. Н. Бушуеву 09.08.2004.

Андрей Николаевич Бушуев (26 декабря 1950, Гнивань (Тывровский район Винницкой области) — 25 июня 2003 — Вильнюс, Литва) — Заслуженный строитель Российской Федерации, почётный работник газовой промышленности, руководитель ряда предприятий и учреждений советского периода, с 2002 года — генеральный директор уренгойского филиала ОАО «Стройтрансгаз»; имеет государственные награды, проработал на строительстве объектов газовой отрасли 27 лет.

## Биография
Окончил Институт нефти и газа в Ивано-Франковске по специальности сооружение магистральных газопроводов, нефтебаз, газонефтехранилищ.
Один из пионеров освоения газового Севера. Ветеран газовой индустрии. Вошёл в плеяду легендарных газовиков.
Скоропостижно скончался в Вильнюсском кардиохирургическом Центре после неудачно проведенной операции — Коронарное шунтирование. Похоронен в Московской области.

## Трудовая деятельность
- 1976—1985 — мастер, прораб, старший прораб, начальник ПГО, главный инженер СУ-6 Треста Тюменнефтегазмонтаж;
- 1985—1986 — начальник СУ-3 Треста Уренгойгазмонтаж;
- 1987 — заместитель управляющего Треста Уренгойгазмонтаж;
- 1988—1990 — заместителя начальника, начальник объединения КГКМ;
- 1991—1993 — управляющий Треста КГС;
- 1994—2002 — первый заместитель директора уренгойского филиала ОАО «Стройтрансгаз»;
- 2002—2003 — генеральный директор уренгойского филиала ОАО «Стройтрансгаз».

## Память
- 1 августа 2004 года в ОАО «Газпром» за вклад А. Н. Бушуева в обустройство месторождения «Заполярное» было принято решение о присвоении установке комплексной подготовки газа № 2С ГНКМ «Заполярное» (УКПГ-2С) его имени и установлении мемориальной доски на этом предприятии.
- 9 августа 2004 года, в День строителя, у вахтового жилого корпуса на Заполярном месторождении (Ямало-Ненецкий автономный округ, Тюменская область) на установке комплексной подготовки газа УКПГ-2С состоялась церемония открытия памятника А. Н. Бушуеву, генеральному директору уренгойского филиала ОАО «Стройтрансгаз» (создатели монумента — скульптор Юрий Атавин и архитектор Борис Кушков). Открытие скульптурной композиции было названо событием историческим. Впервые на Крайнем Севере появился монумент, который по праву можно назвать памятником трудовой доблести всех строителей.